# (3722) Urata
(3722) Urata ist ein Asteroid des Hauptgürtels, der am 29. Oktober 1927 von K. Reinmuth an der Landessternwarte Heidelberg-Königstuhl entdeckt wurde.
Der Asteroid wurde nach dem japanischen Astronomen Takeshi Urata benannt.